# 加朗
加朗（法語：Galan，法語發音：[ɡalɑ̃]）是法国上比利牛斯省的一个市镇，位于该省东北部，属于塔布区。

## 地理
加朗（43°13'16"N, 0°24'27"E）面积14.05 平方千米，位于法国奧克西塔尼大區上比利牛斯省，该省份为法国西南部内陆省份，北至热尔省，西接大西洋比利牛斯省，南与西班牙接壤，东临上加龙省。
与加朗接壤的市镇（或旧市镇、城区）包括：图尔努德旺、邦雷波、加莱、利巴罗斯、蒙塔斯特吕克、雷屈尔、萨巴罗斯。

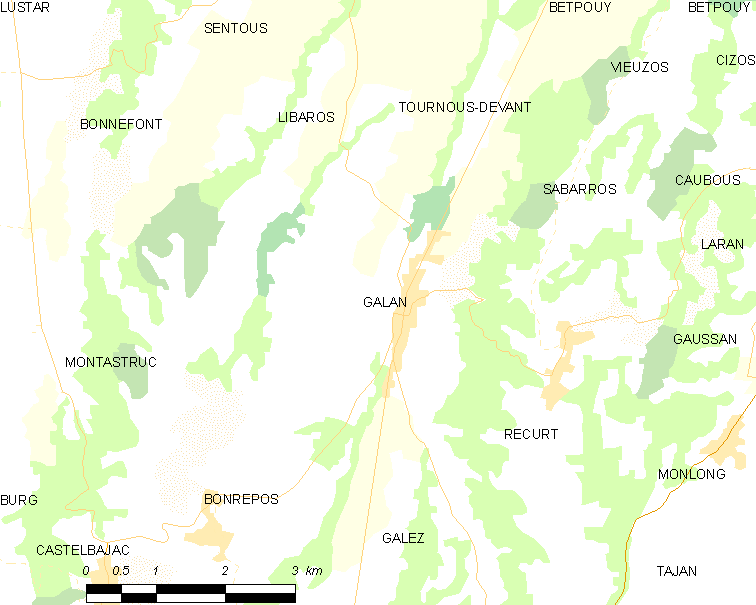
加朗的OSM定位图

加朗的时区为UTC+01:00、UTC+02:00（夏令时）。

## 行政
加朗的邮政编码为65330，INSEE市镇编码为65183。

## 政治
加朗所属的省级选区为阿罗斯河与巴伊斯河谷县。

## 人口

1962-2008年间加朗人口变化图示

加朗于2022年1月1日时的人口数量为698人。